# 澜沧紫花苣苔
澜沧紫花苣苔（学名：Loxostigma mekongense）为苦苣苔科紫花苣苔属下的一个种。

## 扩展阅读
- 維基物種上的相關：澜沧紫花苣苔